# Egilsstaðaflugvöllur
Egilsstaðaflugvöllur (IATA: EGS, ICAO: BIEG) is de luchthaven van de stad Egilsstaðir in de regio Austurland (Oostland), in het oosten van IJsland.
De luchthaven bevindt zich op een hoogte van 23 meter boven het gemiddelde zeeniveau. Het heeft een start-en landingsbaan met een lengte van 2000 meter.

## Luchtvaartmaatschappijen en bestemmingen
| Luchtvaartmaatschappij | Bestemming | Info |
| ---------------------- | ---------- | ---- |
| Icelandair             | Reykjavik  |      |